# Ориа (пароход)
Ориа (норв. Oria) — норвежский пароход, разбившийся на скалах в Эгейском море 12 февраля 1944 года, что привело к гибели 4000 итальянских военнопленных.

## Корабль
Ориа был построен в 1920 году на верфи Osbourne, Graham & Co, Сандерленд и принадлежал норвежской компании Fearnley & Eger из Осло.
В начале Второй мировой войны пароход был в составе конвоя, следовавшего в Северную Африку. Здесь, в Касабланке, в июне 1940 года, сразу после оккупации Норвегии немцами, пароход был задержан. Годом позже Режим Виши конфисковал пароход и переименовал в Sainte Julienne, используя его для перевозок в Средиземном море. В ноябре 1942 года пароход формально был возвращён своим норвежским владельцам, под своим именем Ориа, но вскоре был передан немецкой компании Mittelmeer Reederei GmbH из Гамбурга.

## Гибель
Осенью 1943 года, после выхода Италии из войны и неудачной Додеканесской операции союзников, немцы переправляли морем в континентальную Грецию десятки тысяч итальянских военнопленных. Ориа был одним из судов, задействованных для перевозки итальянских военнопленных. 11 февраля 1944 года пароход вышел с острова Родос, направляясь в Пирей, имея на борту 4046 итальянских военнопленных (161 офицера и 3885 солдат), 90 немцев охраны и пассажиров и экипаж.
На следующий день пароход по причине шторма сменил курс, и налетел на скалы у острова Патроклос у мыса Сунион, Аттика и затонул. Судам, сумевшим подойти к месту крушения только на следующий день, удалось спасти 21 итальянца, 6 немцев и 1 грека. Все остальные 4074 человека погибли.